# Eugen Gramberg
Eugen Gramberg (* 1865; † 1945) war ein deutscher Lehrer und Pilzkundler.
Gramberg wuchs in Westpreußen auf und wurde Lehrer. Seit 1921 Leiter einer Mädchenschule, wurde er 1930 pensioniert. Sein Buch Pilze der Heimat wurde von Emil Doerstling illustriert.
Gramberg war Schwiegervater von Walther Neuhoff.

## Schriften (Auswahl)

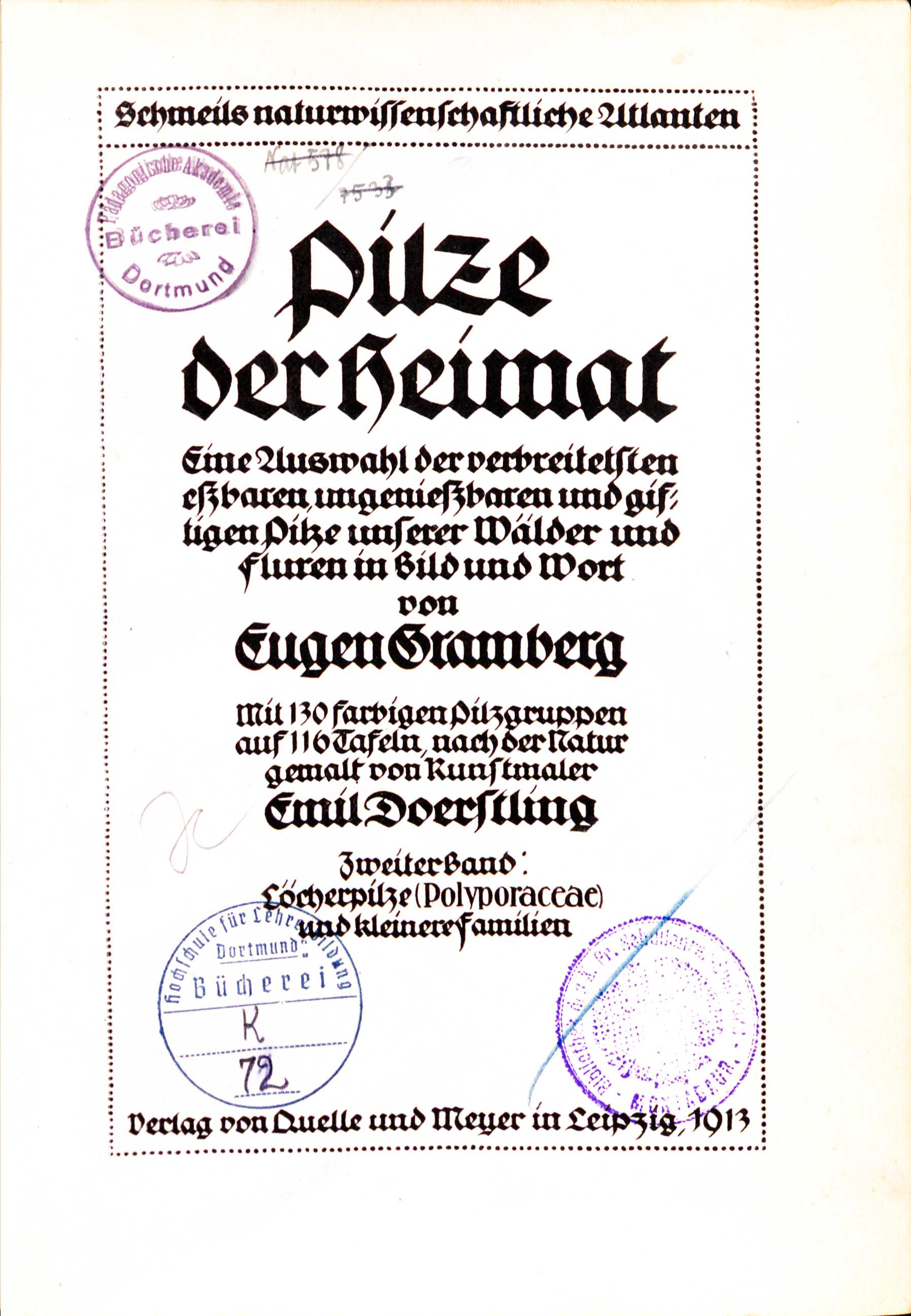
Eugen Gramberg: Pilze der Heimat, 1913

- ADNA-Sammlung: Kleiner Pilzfreund. Teil I + Teil II. Bestimmungsbüchlein für den Unterrichtsgebrauch und für Naturfreunde. Unter Benutzung von Vorarbeiten von K.G.Lutz. Mit 62 farbigen Pilzgruppen. Stuttgart, Königsberg 1919
- Die Pilze unserer Heimat. Bd. 1: Blätterpilze. Mit 66 farbigen Tafeln von Emil Doerstling. Leipzig 1913
- Pilze der Heimat. Eine Auswahl der verbreitetsten eßbaren, ungenießbaren und giftigen Pilze unserer Wälder und Fluren in Wort und Bild, Bd. 2: Löcherpilze (Polyporaceae) und kleinere Familien mit 130 farbigen Pilzgruppen auf 116 Tafeln nach der Natur gemalt von Prof. Emil Doerstling
- Kleines Pilzkochbuch für Kriegs- und Friedenszeiten. Anweisung zu sachgemäßer Behandlung und Zubereitung der Pilze im einfachen bürgerlichen Haushalt. Leipzig 1917
- Pilze der Heimat. Eine Auswahl der verbreitetsten eßbaren, ungenießbaren und giftigen Pilze unserer Wälder und Fluren in Bild und Wort, 2 Bände (= Schmeil´s naturwissenschaftliche Atlanten), 4. Auflage. Leipzig 1927
- Pilzkochbuch. Anweisung zu sachgemäßer Behandlung, vielseitiger Verwendung und Zubereitung der Pilze im Haushalt, 4. Auflage. Leipzig 1941
- Wildnutzpflanzen. Praktischer Ratgeber und Bestimmungs-Büchlein für den Unterrichtsgebrauch und für Naturfreunde. Stuttgart 1919
- Das Pilzkochbuch, 6. Auflage. Leipzig 1946
- Wildgemüse (Wildfrüchte, Haustee). Leipzig 1946